# Macaranga kilimandscharica
Macaranga kilimandscharica är en törelväxtart som beskrevs av Ferdinand Albin Pax. Macaranga kilimandscharica ingår i släktet Macaranga och familjen törelväxter. Inga underarter finns listade i Catalogue of Life.